# Phòng trưng bày Na Piętrze tại Toruń

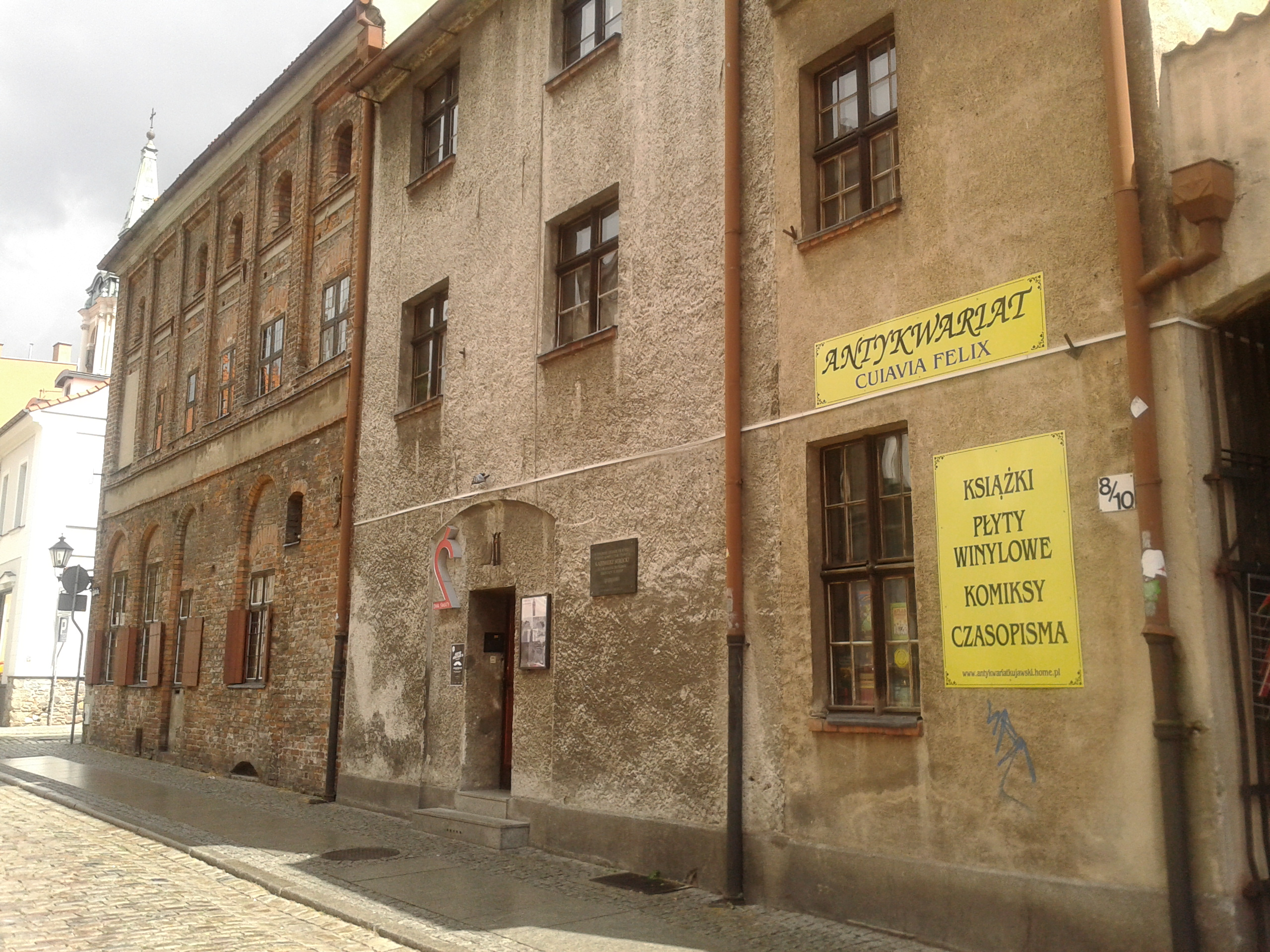
Phòng trưng bày Na Piętrz

Phòng trưng bày Na Piętrze tại Toruń (tiếng Ba Lan: Galeria Na Piętrze w Toruniu) là một phòng trưng bày nghệ thuật tọa lạc tại thành phố Toruń, miền bắc Ba Lan. Phòng trưng bày trực thuộc Hiệp hội các nhà thiết kế và nghệ sĩ Ba Lan.

## Vị trí
Phòng trưng bày Na Piętrze nằm trên Thị trấn thời Trung Cổ Toruń, thuộc trụ sở Hiệp hội Nghệ sĩ và Nhà thiết kế Ba Lan có địa chỉ 8/10/12 phố Thánh Ducha.

## Đặc điểm
Phòng trưng bày Na Pięwie thành lập năm 1992. Đây là nơi tổ chức cuộc triển lãm trưng bày các tác phẩm của thành viên thuộc Hiệp hội Nghệ sĩ và Nhà thiết kế Ba Lan đến từ Toruń và các thành phố khác của Ba Lan. Phòng trưng bày Na Pięwie hợp tác với các phòng trưng bày khác ở Toruń, chẳng hạn như Phòng trưng bày nghệ thuật "Wozownia", để tổ chức triển lãm hàng năm, chẳng hạn như: Dzieło Roku" và "Sztuka młodych na piętrze ".
Ngoài ra, Phòng trưng bày Na Pięwię còn tổ chức các hoạt động giáo dục, tổ chức lớp học cho sinh viên Khoa Mỹ thuật thuộc Đại học Nicolaus Copernicus các bộ môn hội họa, điêu khắc, vẽ, đồ họa, nhiếp ảnh và các hình thức nghệ thuật khác.